# Fehérgyarmat
Fehérgyarmat est une ville de Hongrie située dans le comitat de Szabolcs-Szatmár-Bereg, dans la région de la Grande Plaine septentrionale.
La ville a une superficie de 52,46 km2 et comptait 8 712 habitants en 2005.
Fehérgyarmat est jumelée aux villes de Nisko en Pologne et Vynohradiv en Ukraine.
Le code postal de la ville est 4900.
Le temple de Fehérgyarmat date du XVe siècle et est construit selon une architecture gothique.